# 비비안 마이어를 찾아서
《비비안 마이어를 찾아서》(영어: Finding Vivian Maier)는 2013년 공개된 사진가 비비언 마이어에 관한 미국의 다큐멘터리 영화이다. 존 말루프와 찰리 시스켈이 감독, 제작, 각본을 맡았다. 제87회 아카데미상 장편 다큐멘터리 부문에 후보로 올랐으나, 수상에는 실패했다.

## 출연

### 주연
- 존 말루프
- 비비안 마이어

## 기타
- 음향: 스티브 린치